# Cas Janssens
Cas Janssens, właśc. Frans Janssens (ur. 3 sierpnia 1944 w Tilburgu, zm. 4 lipca 2024 w Nîmes) – holenderski piłkarz.

## Kariera
W swojej karierze piłkarskiej grał w TSV NOAD, FC Wageningen, NEC Nijmegen, Nîmes Olympique, ROC Charleroi-Marchienne, FC Groningen oraz US Nœux-les-Mines.
W 1973 roku zdobył tytuł króla strzelców, strzelając tak jak Willy Brokamp 18 bramek.